# Teamfight Tactics

Teamfight Tactics (TFT) аутоматизована је стратешка игра коју је развио и објавио Riot Games. Одвија се у универзуму игре League of Legends, а заснована је на игри Dota Auto Chess, где се играч такмичи са седам других играча противника. Објављена је у јуну 2019. као мод игре League of Legends за Microsoft Windows и macOS. У марту 2020. издата је за Android и iOS као самостална игра.

## Гејмплеј
Заснована на игри Dota Auto Chess, верзији игре Dota 2, Teamfight Tactics се фокусира на осам играча који праве тимове да би се борили једни против других. Играч који последњи остане у игри побеђује. Терен за битку се састоји од много шестоуганоих поља, где играчи могу стратешки постављати хероје на своју страну терена између сваке рунде. Са сваком рундом аутоматски почиње кратка битка између два играча насумично изабраних за ту рунду или упарених против рачунарски контролисаних непријатеља. У рундама против рачунарских непријатеља сваки непријатељ има шансу да испусти златнике, хероје или предмете које играч може употребити. Број хероја који на крају преостане победнику одлучује колико ће животних поена бити одузето губитнику.
Опцијом „Shared Draft” играчи имају приступ бесплатној ротацији хероја с насумичним одабиром предмета након сваких пар рунди. Током ових заједничких рунди два играча с најмањим бројем животних поена могу први изабрати хероје, а након њих два следећа играча с најнижим бројем животних поена бирају итд. Тиме се играчима који су у заостатку даје прилика да се поврате у игру.
Играчи сакупљају златнике током рунди, а могу их сачувати да би повећали добитак златника по рунди. Играчи такође могу добити додатни добитак по рунди ако буду побеђивали или губили више рунди заредом. С тим златницима могу освежити списак од пет понуђених хероја у продавници и могу купити додатне поене да би подигли свој ниво. Уколико је већи ниво играча, утолико је већи број хероја који се могу поставити на терен. Тај број такође може бити повећан одређеним предметом. Сваки херој може бити унапређен прикупљањем његових додатних копија. Унапређени хероји имају исте способности, али могу нанети и примити већу количину штете.
Одређени хероји имају приказане животне поене, али и магијске поене (мана). Штета која је хероју нанесена смањује његове животне поене, али му повећава магијске поене. Херој се избацује из рунде када његови животни поени достигну нулу. Када се хероју напуне магијски поени, он добија могућност да баци јединствену магију. Хероји обично започињу рунду без магијских поена. Међутим, поједини хероји могу започети рунду с попуњеним магијским поенима.
Синергије су активиране у зависности од композиције тима, тј. када се сакупе хероји који имају исту ознаку. Сваки херој има две или три ознаке, а ефективна комбинација хероја активираће синергије које су корисне играчу. Синергије се обично деле на три категорије: ефекти који јачају савезнике, ефекти који слабе непријатеље и насумичне ефекте. Поједини хероји, предмети и синергије могу се понављати по рундама с одређеним променама.

## Развој и лансирање
Teamfight Tactics је лансиран у оквиру игре League of Legends. До септембра 2019. имао је више од 33.000.000 играча месечно.